# ローマンという名の男 -信念の行方-
『ローマンという名の男 -信念の行方-』（ローマンというなのおとこ しんねんのゆくえ、Roman J. Israel, Esq.）は、2017年にアメリカ合衆国で公開されたドラマ映画である。監督はダン・ギルロイ。主演はデンゼル・ワシントンが務め、第90回アカデミー賞で主演男優賞にノミネートされた。
本作は日本国内で劇場公開されなかったが、2018年9月5日にDVDが発売された。

## ストーリー
ローマン・J・イズラエル ESQ.は人権派の弁護士として法の下に弱者を救う信念を持ち、仕事の合間を縫って司法取引改革のための集団訴訟の準備を続けていた。ローマンは友人のウィリアムと共に法律事務所を経営していたが、サヴァン症候群であるイズラエルには抜群の記憶力と弁護士として優れた才覚があったものの、真面目で融通が利かない性格のため法廷に立たず、裏方である法律アドバイザーとして働いていた。
そんなある日、ウィリアムが心臓発作で倒れ植物状態となってしまった。ローマンは一人で事務所を運営する決意をしたが、ウィリアムの姪リンからは、これまで慈善事業のような案件ばかり引き受けてきたため赤字続きであること、残った仕事はウィリアムの元教え子で大手弁護士事務所の代表であるジョージ・ピアスに引き継ぐことを告げられ、事務所は閉鎖することとなる。
ピアスはイズラエルの並外れた記憶力に気付き、自身の事務所で雇用しようとするが、大手弁護士事務所のやり方に良い感情を持たないイズラエルは自ら新しい職場を探し始める。ローマンはキャリアを通じてわずかな給料しか受け取っておらず、貯金もなく、退職金も残っていなかった。

## キャスト
※括弧内は日本語吹替
- ローマン・J・イズラエル ESQ. - デンゼル・ワシントン（大塚明夫）
- ジョージ・ピアス - コリン・ファレル（土田大）
- マヤ・オルストン - カルメン・イジョゴ（本田貴子）
- ヴァニータ・ウェルズ - リンダ・グラヴァット（有川知江）
- リン・ジャクソン - アマンダ・ウォーレン（英語版）（白川りさ）
- フリッツ・モリナー - ヒューゴ・アームストロング
- コナー・ノヴィック - サム・ギルロイ
- ジェシー・サリナス - トニー・プラナ
- ダーレル・エラービー - デロン・ホートン
- カーター・ジョンソン - アマリ・チアトム（英語版）

## 製作
2016年8月25日、ダン・ギルロイが新作映画『Inner City』の主演にデンゼル・ワシントンの起用を所望していると報じられた。9月21日、ソニー・ピクチャーズが本作の配給権を獲得し、ジョン・ギルロイとロバート・エルスウィットの起用が決まったとの報道があった。2017年1月31日、コリン・ファレルに出演オファーが出ていると報じられた。2月28日、アシュトン・サンダースが本作に出演すると報じられた。4月にはナズニーン・コントラクターとジョセフ・デヴィッド＝ジョーンズの出演が決まった。21日、本作の主要撮影がロサンゼルスで始まった。22日、スケジュールの都合でサンダースが降板することになったと報じられた。6月20日、カルメン・イジョゴが本作に出演することになったとの報道があった。22日、本作のタイトルが『Inner City』から『Roman J. Israel, Esq.』に変更された。

## 公開・興行収入
プレミア上映に先立って、本作の再編集が行われた。よりテンポの良い作品にするために12分程度がカットされた。2017年9月10日、スペシャル・プレゼンテーションに出品されていた第42回トロント国際映画祭で本作はプレミアを迎えた。
2017年11月17日、本作は全米4館で封切られ、公開初週末に6万1999ドルを稼ぎ出し、週末興行収入ランキング初登場37位となった。

## 評価
映画批評集積サイトのRotten Tomatoesには90件のレビューがあり、批評家支持率は54%、平均点は10点満点で6点となっている。サイト側による批評家の見解の要約は「巧妙ではあるが、不器用な作品でもある。『ローマンという名の男 -信念の行方-』は主演を務めたデンゼル・ワシントンの見事な演技を最大限に活用しているが、その見事さに追いつけていない。」となっている。また、Metacriticには36件のレビューがあり、加重平均値は57/100となっている。なお、本作のCinemaScoreはBとなっている。
『ローリング・ストーン』のピーター・トラヴァースは本作に4つ星評価で3つ星を与え、「ワシントンの演技は曲芸のようなものではない。彼はローマン・J・イスラエルという複雑なキャラクターを非常に深く掘り下げているので、観客はイスラエルを実在の人物であるかのように感じる。アカデミー主演男優賞にも値する見事な演技であり、それは滅多に得られるものではない。」と称賛している。『シカゴ・サンタイムズ』のリチャード・ローパーは本作に4つ星評価で星2つを与え、「『ローマンという名の男 -信念の行方-』には伏線が張り巡らされており、ギルロイとワシントンは共同で魅力あるドラマティックなキャラクターを構築した。しかし、観客はその魅力を十分に受け取れない。」と評している。